# Microhyla aurantiventris
Microhyla aurantiventris — вид жаб з родини карликових райок (Microhylidae). Описаний у 2019 році.

## Поширення
Ендемік В'єтнаму. Відомий лише з типової місцевості — селище Кон-фон II (округ К'Банг, провінція Зялай, висота 1210 м над р. м.) у південній частині нагір'я Кон Тум.